# ジョン・エスピノーサ
ジョン・ハイロ・エスピノーサ・イスキエルド (Jhon Jairo Espinoza Izquierdo, 1999年2月24日 - )は、エクアドル・グアヤス県グアヤキル出身のプロサッカー選手。FCルガーノ所属。ポジションはDF。

## クラブ経歴
2017年にデポルティーボ・クエンカのトップチームに昇格。12月2日のLDUキト戦でプロデビュー。2018年7月にSDアウカスに移籍。以降出場機会が増え、2020年シーズンは24試合に出場。
2020年11月24日、シカゴ・ファイアーFCに2年契約プラス2年間の延長オプション付きの契約で加入が決定。翌2021年1月に正式に加入した。
2022年12月27日、FCルガーノに1年半契約で移籍した。

## 代表歴
2019年にチリで開催された南米ユース選手権にU-20のエクアドル代表として出場し、初優勝に貢献。更に同年ポーランドで開催された2019 FIFA U-20ワールドカップにも出場し、3位入賞するなど、旋風を巻き起こす。更に9月にはフル代表に招集され、11日のボリビア戦で代表デビュー。しかし、同年10月以降は代表未招集が続いている。